# Josef Törnig
Josef Törnig (* 7. März 1900 in Menden (Sauerland); † 23. Juli 1961 ebenda) war ein promovierter deutscher Jurist im Dienste des NS-Regimes.
Törnig wurde 1924 an der Universität Bonn zum Thema Inwieweit kann ein Delikt durch einen andern als Instrument begangen werden? promoviert.
Ab 1940 war er als Staatsanwalt und Ankläger bei der III. und V. Strafkammer des Sondergerichts Prag eingesetzt. Im Rahmen dieser Dienststellung hatte er die Aufgabe, den Widerstand gegen die deutsche Besetzung entsprechend der vorgegebenen NS-Gesetz- und Verordnungsgebung anzuklagen. So beantragte er mindestens acht Todesurteile, die auch vom Sondergericht verhängt wurden. Darunter wurden auch Personen dem Henker übergeben, die anderen Personen eine Unterkunft für eine oder mehrere Nächte gegeben hatten. Besonders ragt das Todesurteil (GZ: 5 K Ls 295/43) vom 5. August 1943 gegen die Marie Nedorost heraus, weil die ihrem Sohn den Rat gegeben hatte, zur Roten Armee überzulaufen, was dieser auch befolgte.
Über seine Entnazifizierung und seinen Verbleib nach dem Zweiten Weltkrieg ist nichts Näheres bekannt. Anfang der 1960er Jahre war Törnig als Oberstaatsanwalt in Essen tätig, Reinhard M. Strecker, der Organisator der Ausstellung Ungesühnte Nazijustiz, hatte ein Ermittlungsverfahren gegen die Prager Richter und Staatsanwälte angestrengt.
In der Tschechoslowakei wurde Törnig auf einer Liste für Kriegsverbrecher unter der Ziffer A-38/91 gesucht. Auch die United Nations War Crimes Commission vermerkte ihn auf dem Alphabetic index of war criminals.